# Phylas (roi des Dryopes)
Pour les articles homonymes, voir Phylas.
Dans la mythologie grecque, Phylas (en grec ancien Φύλας Phylas) est le roi des Dryopes.
Père de Midée et grand-père d'Antiochos, fils d'Héraclès, il est considéré comme étant l'auteur d'un sacrilège commis dans le temple de Delphes, raison pour laquelle il est combattu et tué par Héraclès.